# Amylofungus
Amylofungus ist eine Pilzgattung innerhalb der Familie der Zystidenrindenpilzverwandten (Peniophoraceae). Die Gattung ist gekennzeichnet durch ihre amyloiden Hyphen sowie die ebenfalls amyloiden Gloeozystiden und Basidien. Weitere wichtige Merkmale der Gattung sind die sackförmigen Basidien und die glatten, amyloiden Basidiosporen. Die Typusart der Gattung ist Amylofungus corrosus (G. Cunn.) Sheng H. Wu

## Merkmale
Die Fruchtkörper sind resupinat und haben ein glattes Hymenium. Das Hyphensystem ist monomitisch. Die Hyphen sind schnallenlos und amyloid, das heißt, sie färben sich mit Jodreagenzien blau an. Die viersporigen Basidien sind euterförmig (utriform) und ebenfalls amyloid. Neben den Basidien kommen im Hymenium zahlreiche, amyloide Gloeozystiden vor. Diese sind keulig bis zylindrisch und sulfoaldehydpositiv. Die glatten und dünnwandigen Basidiosporen sind mehr oder weniger kugelig.

## Ökologie und Verbreitung
Die beiden Arten der Gattung sind Weißfäulepilze. Amylofungus corrosus wurde in Neuseeland bei Wellington und Auckland auf verschiedenen, entrindeten Laubhölzern gesammelt und der ebenfalls auf Laubholz wachsende Amylofungus globosporus kommt in Japan vor.

## Systematik
Amylofungus ist eine Gattung, die zum polyphyletischen Gloeocystidiellum-Komplex gehört. Das von Donk 1956 überarbeitete Gattungskonzept fasst Arten zusammen, die einen resupinaten Fruchtkörper, ein glattes Hymenium und ein monomitsches Hyphensystem haben. Außerdem haben die Vertreter der Gattung ein Euhymenium, Gloeozystiden und amyloide Basidiosporen. J. Eriksson und L. Ryvarden unterteilten Gloeocystidiellum s. l. in sieben Gruppen, die später durch andere Autoren zu neuen Gattungen erhoben wurden.
Die Typusart der Gattung Amylofungus wurde 1954 erstmals wissenschaftlich durch den neuseeländischen Mykologen G.H. Cunningham als Corticium corrosum beschrieben. 1985 stellte J.A. Stalpers das Taxon aufgrund des monomitischen Hyphensystems, der Gloeozystiden und der amyloiden Basidiosporen in die Gattung Gloeocystidiellum. Weitere zehn Jahre später überführte der schwedische Mykologe K.E. Hjortstam, die Art in die Gattung Vesiculomyces, einer Satellitengattung von Gloeocystidiellum, weil ihn die schnallenlosen Hyphen und die Sporenmorphologie an Vescilomyces citrinus die Typusart der Gattung Vescilomyces erinnerte. Die zweite Art der Gattung Amylofungus globosporus wurde vom Erstbeschreiber N. Maekawa aufgrund seiner Ähnlichkeit mit Vesiculomyces lactescens in die Gattung  Vesiculomyces gestellt, bevor sie S.H. Wu 1997 in die Gattung Amylofungus stellte.
Die beiden Arten der Gattung wurden bisher noch nicht molekularbiologisch untersucht, sodass es nicht sicher ist, ob sie wirklich eine eigenständige Abstammungsgemeinschaft bilden, oder ob sie zu anderen Gattungen gehören. Aufgrund seiner Morphologie hat A. corrosum große Ähnlichkeit mit Vesiculomyces citrinus und A. globosporus  ähnelt Gloiothele lactescens und  Gloiothele tropicalis. Ginns und G.W. Freeman Mykologen hielten die Gattungen  Vesiculomyces  und Gloiothele für synonym und stellten Vesiculomyces citrinus, die Typusart der Gattung Vesiculomyces, in die Gattung Gloiothele. E. und K.H. Larsson konnten mit ihren molekularbiologischen Untersuchungen aber zeigen, dass die beiden Gattungen zwar verwandt, aber eigenständige Schwestergattungen sind.